# Rete 4
Rete 4 (Retequattro) é um Canal de televisão Italiano aberto do Grupo Mediaset, assim como os canais Italia 1 e o Canale 5.

## História
Anunciada em Outubro de 1981, Retequattro começou suas transmissões regulares em 4 de Janeiro de 1982. A rede de emissoras era propriedade da Mondadori (64%), Perrone (25%) e de Carlo Carracciolo (11%), e constava de 23 emissoras repartidas por todo o país, tanto próprias como afiliadas, sendo La Uomo Tv de Roma (desde 1977) a principal. No Início dos Anos 1980, o Canal firmou uma parceria com a Rede Globo para exibir suas Novelas.
Em 2001 o canal volta a trocar de diretor por Giancarlo Scheri, que modifica a programação para destiná-la a um público masculino e maior de idade. Foi nessa época se retransmite a UEFA Champions League e se realizam programas informativos de debate. Também transmite séries norte-americanas como 24, Lei e Ordem, Bones. Esta tendencia se confirmou com o diretor atual do canal, Giuseppe Feyles, em 2007.